# Hartvig Lajos
Hartvig Lajos DLA építész, a Bánáti + Hartvig Építész Iroda egyik alapítója és tulajdonosa, a Budapesti Műszaki és Gazdaságtudományi Egyetem Lakóépülettervezési Tanszékének oktatója.

## Szakmai életpályája[3]
Hartvig Lajos DLA középiskola tanulmányait a dunaújvárosi Münnich Ferenc Gimnáziumban, felsőfokú tanulmányait a Budapesti Műszaki Egyetemen végzete, ahol 1985-ben diplomázott okleveles építészmérnökként. Az 1980-as években, egyetemista évei alatt, három éven keresztül vezette a Bercsényi Klub kiállítóteremét. Részt vett Az avantgard meghal című kiállítás szervezésében, a Bercsényi 28-30 újság szerkesztésében és filmklubok rendezésében. 1992-ben a Magyar Építészkamara Mesteriskolájának XI. ciklusát mester diplomával zárta. DLA fokozatát a Pécsi Tudományegyetem Pollack Mihály Műszaki Karán szerezte 2009-ben, disszertációjának címe "Analóg, bináris és digitális architektúrák". Az Eötvös Loránd Tudományegyetem Pszichológiai Intézetének Mérő László által vezetett Szoft technológiai szaktanácsadó képzését 2016-ban végezte el. 2019-ben A KÜRT Akadémia Agilis vezetés a digitális korban képzésén szerzett oklevelet.
Pályáját 1986-ban a Képcsarnoknál kezdte. Ezt követően, 1986-1989 között a Buváti, majd 1989-1992 között a Materv építészmérnöke. 1992-1994 között az offenbachi Novotny-Mähner Architekten munkatársa. 1996-ban Bánáti Bélával közösen megalapította a Bánáti + Hartvig Építész Irodát, melynek – Bánáti Bélával közösen – máig tulajdonosa, vezető építésze.
2016 óta oktatója a Budapesti Műszaki és Gazdaságtudományi Egyetem Lakóépülettervezési Tanszékének.
2006-ban a XV. kerületi Tervtanács tagja, 2007-ben és 2009-ben a XVI. kerületi Tervtanács tagja, 2009-ben a Központi Tervtanács tagja, majd 2017-től a VI. kerületi Tervtanács tagja. 2021-től a HuGBC elnökségi tagja.

## Díjai, ösztöndíjai
- 2024 SHARE Architecture Awards, Oktatás kategória, I. díj, Budapesti Német Iskola új konténerépülete[5]
- 2024 Média Építészeti Díja, shortlist, Budapesti Német Iskola új konténerépülete[6]
- 2022 BIGSEE Architecture Award, winner, Bánáti + Hartvig Építész iroda új irodaépülete, Bánáti Bélával és Lőcsei Verával[7]
- 2022 BIGSEE Architecture Award, winner, Kecskemét CAMPUS Oktatási Épület[8]
- 2022 Az év környezettudatos irodája, Bánáti + Hartvig Építész iroda új irodaépülete, Bánáti Bélával és Lőcsei Verával[9]
- 2022 FIABCI Ingatlanfejlesztői Nívódíj, Bánáti + Hartvig Építész Iroda új irodaépülete, a legjobb pályázatot benyújtó projekt[10]
- 2022 FIABCI Ingatlanfejlesztői Nívódíj, vegyes funkciójú épületek, Green Court Residences[10]
- 2021 FIABCI Ingatlanfejlesztői Nívódíj, Kecskemét CAMPUS Oktatási Épület[11]
- 2021 Budapest Építészeti Nívódíj dicséret, Bánáti + Hartvig Építész Iroda székháza[12]
- 2021 Média Építészeti Díja, fődíj Bánáti + Hartvig Építész Iroda székháza[13]
- 2021 Irodaház tervpályázat, I. díj, Hold utca
- 2021 Hattyú lakópark pályázat, Balatonszemes, I. díj
- 2019 FIABCI Ingatlanfejlesztői Nívódíj, Budapesti Német Iskola bővítése[14]
- 2015 Meghívásos tervpályázat I. díj, Budapesti Német Iskola bővítése
- 2008 Megosztott I. díj – Budapest, XIII. kerületi Városközpont
- 2007 Megvétel, Budapest, VI. kerület, Kormányzati Negyed
- 2006 I. díj, Esztergomi úti lakópark (950 lakás)
- 2002 II. díj, Piliscsaba Oktatási és Közművelődési Központ
- 2001 Budapest Építészeti Nívódíja, dicsérte, Budapesti Német Iskola[15]
- 1998 Megvétel, Fővárosi Levéltár tervezése, építészeti tervpályázat
- 1996 Építészeti tervpályázat I. díj, Providencia Biztosító Oktatási Központ tervezése
- 1987 Szoborpályázat I. díj, Szolnoki Tisza part
- 1987 Szoborpályázat I. díj, Fővárosi Parkok szobrászati díszítése: Vámpírcsapda
- 1986 Építészeti tervpályázat, II. díj – Dunaújvárosi Városközpont tervezése

## Fontosabb építészeti művei
- 2024 Katti Zoób Fashion & Museum[16]
- 2024 Társasház, Csorbai út[17]
- 2024 Budapest School, Nagymaros
- 2024 Ángel Sanz Briz út, társasház pályázat
- 2023 Budapesti Német Iskola bővítése[18]
- 2022 Skanska Irodaépület
- 2022 Pázmány Péter Katolikus Egyetem Campus, pályázat Bánáti Bélával és Vesztergom Ádámmal[19]
- 2021 Bánáti + Hartvig Építész Iroda székháza[20]
- 2018 négylakásos társasház, Budapest, II. Tulipán utca[21]
- 2017 négylakásos társasház, Budapest, II. Ady E. utca[22]
- 2017 Green Court, 280 lakásos lakópark Budapest, Taksony utca[23]
- 2016 Budapart, Kopaszi gát, lakóépület pályázat[24]
- 2015 Néprajzi Múzeum pályázat[25]
- 2015 Budapesti Német Iskola bővítése[26]
- 2015 Kecskemét CAMPUS épületegyüttes[27]
- 2014 Magyar Zene Háza, pályázat[28]
- 2014 Társasház, Budapest XIII., Fáy utca 75.
- 2014 Mundo Zugló Kerületközpont épületegyüttes, Budapest[29]
- 2013 Családi ház, Budapest, Ady liget[30]
- 2012 Családi ház, Budapest, Zuhatag sor[31]
- 2011 Árkád Budapest bővítés[32]
- 2011 Négycsillagos hotel, Budapest, Csengery utca[33]
- 2011 Indiai Nagykövetség bővítése, Budapest[34]
- 2010 Azúr Hotel bővítés, pályázat, Siófok[35]
- 2009 CET acélszerkezet[36]
- 2009 Strabag Zrt. Központi Irodaház, Budapest, IX. Mester utca
- 2008 Dagály Sétány 5. ütem, irodaház[37]
- 2008 Budapest XIII., Városközpont, pályázat megvétel
- 2008 Dagály Sétány 2. ütem, társasház
- 2007 Kormányzati épületegyüttes építészeti tervpályázat 2[38]
- 2006 Duna-Bay 33. és 39. tömb, 329 és 111 lakásos társasházak, Budapest, XIII.[39]
- 2006 Cserhalom utca 362 lakásos társasház, Budapest, XIII.
- 2006 280 lakásos társasház, Budapest, Esztergomi út
- 2006 Lőportár utca társasház, Budapest, XIII.
- 2005 Várkert Bazár rekonstrukciója, pályázat
- 2005 Szív utcai 25 lakásos társasház, Budapest, VI.[40]
- 2000-2005 Aquincum Logisztikai Központ, Budapest, III.[41]
- 2000 Indiai Nagykövetség bővítése[34]
- 1987 Vámpírcsapda térplasztika Lévay Jenővel, Csepel, Puli sétány[42]